# Resolutie 550 Veiligheidsraad Verenigde Naties
Resolutie 550 van de Veiligheidsraad van de Verenigde Naties werd op 11 mei 1984 aangenomen. Dertien stemmen waren voor de resolutie, Pakistan stemde tegen en de Verenigde Staten onthielden zich.

## Achtergrond
Al in 1964 was er geweld uitgebroken tussen Griekse en de Turkse bevolking in Cyprus. De Griekse bevolking zocht aansluiting bij Griekenland en poogde met dat doel in 1974 een staatsgreep in Cyprus. Turkije greep in en bezette vervolgens het noordelijke deel van de eilandstaat. In 1983 werd dit deel onafhankelijk verklaard. De staat Turkse Republiek Noord-Cyprus wordt sindsdien enkel door Turkije erkend. In 2004 mislukte een poging om de twee delen opnieuw te herenigen.

## Inhoud
De Veiligheidsraad:
- Heeft op vraag van de Cypriotische overheid de situatie in Cyprus overwogen.
- Heeft de verklaring van de president van Cyprus gehoord.
- Bemerkt het rapport van de secretaris-generaal.
- Herinnert aan de resoluties 365, 367, 541 en 544.
- Betreurt het niet uitvoeren van zijn resoluties, in het bijzonder resolutie 541.
- Is bezorgd om de separatistische daden in het bezette deel van Cyprus, met name de uitwisseling van ambassadeurs tussen Turkije en de ongeldige Turkse Republiek Noord-Cyprus, het houden van een grondwettelijk referendum en verkiezingen.
- Is bezorgd om de dreiging van bewoning van Varosia door anderen dan diens inwoners.
- Herbevestigt zijn steun aan de VN-vredesmacht in Cyprus.

1. Herbevestigt resolutie 541 en vraagt dringend om de uitvoering hiervan.
2. Veroordeelt alle separatistische daden.
3. Herhaalt zijn oproep aan alle landen om de geplande Turkse Republiek Noord-Cyprus niet te erkennen.
4. Roept alle landen op om de soevereiniteit, onafhankelijkheid, territoriale integriteit, eenheid en neutraliteit van Cyprus te respecteren.
5. Beschouwt pogingen om Varosia te bewonen door anderen dan de eigen inwoners ontoelaatbaar en roept op het bestuur van dat gebied over te dragen aan de Verenigde Naties.
6. Beschouwt alle pogingen om tussen te komen in de status of de plaatsing van UNFICYP tegen de VN-resoluties.
7. Vraagt de secretaris-generaal de dringende uitvoering van resolutie 541 te promoten.
8. Herbevestigt het aan de secretaris-generaal gegeven bemiddelingsmandaat en vraagt hem opnieuw te proberen een algehele oplossing te vinden.
9. Roept alle partijen op om mee te werken met de secretaris-generaal.
10. Besluit om op de hoogte te blijven en maatregelen te nemen in het geval resolutie 541 of deze resolutie niet uitgevoerd worden.
11. Vraagt de secretaris-generaal de uitvoering van deze resolutie te promoten en erover te rapporteren.

## Verwante resoluties
- Resolutie 541 Veiligheidsraad Verenigde Naties
- Resolutie 544 Veiligheidsraad Verenigde Naties
- Resolutie 553 Veiligheidsraad Verenigde Naties
- Resolutie 559 Veiligheidsraad Verenigde Naties

Lijst ·  546 ·  547 ·  548 ·  549 ·  550 ·  551 ·  552 ·  553 ·  554 ·  555 ·  556 ·  557 ·  558 ·  559